# Jediismo
El jediismo (se pronuncia yediismo o yedaismo) o jedismo, también denominado Iglesia Jedi o religión jedi, es un nuevo movimiento religioso inspirado en el guion de la saga de películas de la Guerra de las Galaxias, escrito por George Lucas, quien a su vez se inspiró en religiones como el budismo, el taoísmo y el sintoísmo y algunas creencias de origen céltico. Su credo se fundamenta en La Fuerza, entidad panteísta o ideal no teísta —varía según la interpretación— que es venerada por los caballeros Jedi en la saga mencionada.
En el Reino Unido, 46 000 personas (el 0,4 % de la población) han declarado que su religión era la Jedi en el censo de 2001. Esto haría que la religión Jedi fuese la cuarta religión más extendida del país.
En Australia, el censo de 2012 reportó más de 40 000 creyentes en La Fuerza de La guerra de las galaxias, mientras que en Nueva Zelanda se trataría de más de 12 000 personas.
El jediismo no está reconocido oficialmente como religión, pero sus miembros presionan para obtener reconocimiento por parte de los gobiernos locales.

## Creencias
La creencia central en el jediismo es La Fuerza, un campo de energía metafísico y omnipresente que un Jedi denomina como la naturaleza fundamental del universo. Algunos estipulan que la Fuerza es una manifestación de Dios (en el sentido monoteísta de las religiones de origen abrahámico), otros que esta manifestación se presenta como una polaridad de opuestos (día y noche, luz y oscuridad, vida y muerte), por lo que adaptan su definición a un culto politeísta (como en el neopaganismo); otros simplemente consideran que la Fuerza es un campo energético sin cualidades que lo conviertan en deidad (ateísmo) y que puede ser manipulado para lograr resultados deseados (como sucede en la medicina Ayurveda, el Qi Gong y el Tai Chi). 
A pesar de que las particularidades de cómo se percibe la Fuerza cambie según la tradición teológica de cada Jedi, la postura más aceptada es la panteísta: la creencia de que todo es una manifestación del misterio universal que recibe el nombre de "Dios".

## Denominaciones
Existen varias comunidades o grupos jedi organizados en todo el mundo. John Henry Phelan fundó el Templo de la Orden Jedi en 2005 en Texas (Estados Unidos). En 2015, el Gobierno del país reconoció a dicha iglesia como ministerio internacional y le concedió exenciones fiscales, aunque al año siguiente la Charity Commission for England and Wales rechazó su inclusión como organización benéfica en Reino Unido. Por su parte, Daniel M. Jones fundó la Iglesia del Jedismo en Gales en 2008.
- El Templo de la Orden Jedi (Estados Unidos)
- Iglesia del Jedismo (Reino Unido)
- Órdenes Jedi más o menos organizadas:
  - Estados Unidos,
  - Reino Unido,
  - Canadá,
  - Francia,
  - Australia
  - Japón
  - Venezuela